# Thomas Drummond

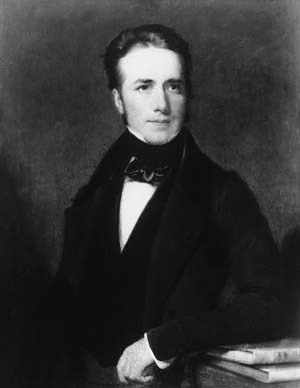
Thomas Drummond auf einem ca. 1838 entstandenen Gemälde von Henry William Pickersgill

Thomas Drummond (* 10. Oktober 1797 in Edinburgh, Schottland; † 15. April 1840 in Dublin, Irland) war ein britischer Offizier, Ingenieur, und Staatsbediensteter.
Das von ihm eingeführte Kalklicht trägt auch den Namen Drummondsches Licht.
Nach seiner Schulausbildung wurde Drummond Kadett an der Royal Military Academy, wo er zum königlichen Ingenieur ausgebildet wurde. Nachdem er in Edinburgh in einer Behörde und als Vermesser im schottischen Hochland gearbeitet hatte, ging er an neue Behörde für Landvermessung nach Irland. Dort demonstrierte er 1824, dass das Kalklicht noch in 68 Meilen zu sehen war und damit deutlich weiter als die bis dahin verwendeten Gas- oder Öllampen.
Von 1835 bis zu seinem Tod 1840 war Drummond der Untersekretär für Irland und damit einer der vier der höchsten britischen Beamten in Irland.